# Bucculatrix hypocypha
Bucculatrix hypocypha är en fjärilsart som beskrevs av Edward Meyrick 1936. Bucculatrix hypocypha ingår i släktet Bucculatrix och familjen kronmalar. Inga underarter finns listade i Catalogue of Life.